# Hydrophoria ventribarbata
Hydrophoria ventribarbata är en tvåvingeart som beskrevs av Hsue 1981. Hydrophoria ventribarbata ingår i släktet Hydrophoria och familjen blomsterflugor. Inga underarter finns listade i Catalogue of Life.